# Nagari Pianggu
Nagari Pianggu is een bestuurslaag in het regentschap Solok van de provincie West-Sumatra, Indonesië. Nagari Pianggu telt 2389 inwoners (volkstelling 2010).